# NGC 1279
NGC 1279 ist eine linsenförmige Galaxie vom Hubble-Typ S0 im Sternbild Perseus am Nordsternhimmel. Sie ist schätzungsweise 330 Millionen Lichtjahre von der Milchstraße entfernt, hat einen Scheibendurchmesser von etwa 60.000 Lj und ist Teil des Perseushaufens Abell 426. 

Im selben Himmelsareal befinden sich u. a. die Galaxien NGC 1274, NGC 1275, NGC 1277, NGC 1283.
Das Objekt wurde am 12. Dezember 1876 von dem Astronomen Johan Dreyer entdeckt.